# باباني سيسوكو
فوتانغا باباني سيسوكو، مواطن من دولة مالي وأحد أكبر منفذي عملية احتيال مصرفي في العالم باستخدامه السحر الأسود لسرقة الملايين.

## القصة

### دبي
كانت البداية في أغسطس 1995، عندما ذهب مواطن مالي في الإمارات يدعى فوتانغا سيسوكو، الرجل الغامض وصاحب الملابس المزركشة القادم من قرية نائية في مالي، لطلب قرض من بنك دبي الإسلامي الرئيسي في دبي لشراء سيارة، قابل مدير البنك محمد أيوب الذي وافق على منحه قرض التمويل وتخللت العلاقة بينهما بعض الود والألفة. دعا سيسوكو المدير أيوب إلى منزله لتناول العشاء، وفي دعوة العشاء تلك حدثت واحدة من أكثر الحيل جرأة في تاريخ الشعوذة.
أثناء تناولهم العشاء بدأ سيسوكو تنفيذ مخططه بادعاءه شيئا مدهشاً، وهو امتلاكه قدرات سحرية، وأنه يتعامل مع الجن، باستخدام مادة الزئبق وأنه يمكنه مضاعفة الأموال، بمعنى مضاعفة أي مبلغ يريده، ودعا المصرفي للحضور إليه مرة أخرى ومعه مبلغ من المال لتأكيد قدرته السحرية على زيادة الأموال. لم ينتظر مدير البنك طويلا حتى ذهب مجددا إلى منزل سيسوكو ومعه أمواله، وقابله سيسوكو مندفعا من إحدى غرف المنزل وهو يصيح بأن الجن هاجمه للتو، وحذره من إغضاب الجن وإلا فلن تتضاعف أمواله، فاستجاب أيوب على الفور وترك الأموال في الغرفة المسحورة وظل ينتظر.
روى أيوب ما حدث معه وقال: رأيت ضوءً ودخاناً وسمعت أصوات الجن والأرواح. ثم خيم الصمت فجأة، وكانت المفاجأة أن الأموال تضاعفت كما وعده الساحر. وهنا ظهر السرور على وجه أيوب، ومن هنا تهيأت الأمور لعملية السطو الكبرى. يصف ألان فاين، محقق من ميامي استعان به بنك دبي الإسلامي فيما بعد للتحقيق في الجريمة، ما حدث قائلا أن أيوب آمن بأن ما حدث كان سحراً أسوداً، وأن سيسوكو بالفعل قادر على مضاعفة الأموال.
بعد أن اقتنع أيوب مما رآه، أرسل أموالاً إلى سيسوكو، وكانت من أموال البنك، واعتقد أنها ستعود إليه أضعافا مضاعفة ويستفيد منها. وبحسب أوراق القضية فقد أجرى أيوب 183 تحويلا ماليا إلى حسابات سيسوكو حول العالم، في الفترة من 1995 إلى 1998. كما عمل سيسوكو على استخدام أموال بطاقات ائتمانية كبيرة، بلغت الملايين بحسب فاين، وكان أيوب يتولى تسوية هذه الأموال بدلا منه.
في عام 1998، بدأت الشائعات تتناول البنك وأزمته المالية. حينها نشرت إحدى الصحف في دبي تقريرا عن أن البنك يعاني أزمة سيولة، وحدثت اضطرابات وتجمع المودعون أمام البنك في انتظار سحب أموالهم. سعت حكومة دبي لتهدئة الأزمة، وقالت إنها مشكلة صغيرة ولن تتسبب في أية خسائر مالية سواء في استثمارات البنك أو حسابات المودعين، لكن هذا لم يكن صحيحا. يقول المحقق عن حقيقة ما حدث : مالكو البنك تعرضوا لضربة كبيرة جدا، ولم تكن أموال التأمينات لتغطيها. ما أنقذهم هو وقوف الحكومة إلى جانبهم ومساعدتهم، لكنهم تخلوا عن الكثير من حصتهم في البنك مقابل هذا. لكن في خضم هذه الأزمة كان فوتانغا سيسوكو بعيدا جدا ينعم بأموال البنك.

### نيويورك
بعد أسابيع قليلة من عرضه السحري أمام مدير البنك الإماراتي، توجه سيسوكو في نوفمبر 1995، إلى مصرف آخر في نيويورك، وفعل أكثر بكثير من فتح حساب، وقال المحقق ألان فاين: لقد دخل إلى مقر سيتي بنك يوما ما، بدون موعد سابق، والتقى بإحدى الموظفات في قسم التحويلات المالية وسرعان ما تزوجها. ويوضح المحقق الأمريكي أن تلك السيدة لعبت دورا في تسهيل علاقته مع سيتي بنك الأمريكي، وانتهى به المطاف لفتح حساب هناك، ومن خلاله تم تحويل أكثر من 100 مليون دولار إلى الولايات المتحدة. وفقا للقضية التي رفعها بنك دبي الإسلامي ضد سيتي بنك الأمريكي، فقد تم تحويل أكثر من 151 مليون دولار، خصمها سيتي بنك من حساب المراسل الخاص ببنك دبي الإسلامي دون إذن مناسب. وقد تم إسقاط القضية لاحقا. دفع سيسوكو أكثر من نصف مليون دولار لزوجته مقابل مساعدته في تحويل الأموال من دبي إلى نيويورك.

### كشف الحقيقة
خلال هذه الفترة كانت الحقائق بدأت تتكشف في الإمارات وبدأ عملاء بنك دبي الإسلامي يدركون أن شيئا ما خطأ قد وقع. وأصبح مدير البنك أيوب عصبيا، ولم يعد سيسوكو يرد على اتصالاته. وفي النهاية لم يتحمل أيوب الضغوط واعترف لأحد زملائه بما حدث معه وتحويله أموالا للخارج، وعندما سأله زميله عن المبالغ التي حولها لم يتجرأ على أن ينطقها وكتبها على ورقة، وكانت المفاجأة أنها بلغت 890 مليون درهم ما يعادل 242 مليون دولاراً. تمت إدانة أيوب بالاحتيال المالي وصدر الحكم بسجنه ثلاث سنوات، وكان هناك شائعات بإجباره على الخضوع لعلاج بالقرآن لطرد الجن من جسمه وعلاجه من الإيمان بالسحر الأسود. أما سيسوكو فلم يخضع للعدالة أبدا. وحكمت عليه محكمة في دبي بالسجن غيابيا ثلاث سنوات للاحتيال المالي وممارسة السحر الأسود. وأصدر الإنتربول مذكرة لاعتقاله ومازال مطلوبا للعدالة.
هناك محاضر لمحاكمات أخرى مطلوب فيها سيسوكو للعدالة من بينها واحدة في باريس. وادعى محاموه أنه كان كبش فداء لأفعال مدير بنك دبي الإسلامي، بينما تم نقل أموال البنك إلى مكان آخر، لكن المحكمة لم تقتنع بهذا وأدانته بغسيل الأموال.
أصبح سيسوكو عضوا في برلمان مالي لمدة 12 عاما، من 2002 وحتى 2014، وهو ما منحه حصانة سياسية ضد الملاحقة القضائية. وبعد خروجه من البرلمان وطوال أربع سنين ماضية تمثلت حصانته في أن مالي لم توقع أي معاهدة لتسليم مواطنيها المطلوبين قضائيا في الخارج. ومازال بنك دبي الإسلامي يلاحقه قضائيا من خلال المحاكم دون جدوى.